# Arrondissement Céret
Céret is een arrondissement van het Franse departement Pyrénées-Orientales in de regio Occitanie. De onderprefectuur is Céret.

## Kantons
Het arrondissement was tot 2014 samengesteld uit de volgende kantons:
- Kanton Argelès-sur-Mer
- Kanton Arles-sur-Tech
- Kanton Céret
- Kanton La Côte Vermeille
- Kanton Prats-de-Mollo-la-Preste

Na de herindeling van de kantons bij decreet van 26 februari 2014, met uitwerking op 22 maart 2015, omvat het arrondissement:
- Kanton Les Aspres (deel: 19/22)
- Kanton Le Canigou (deel: 16/41)
- Kanton La Côte Sableuse (deel: 1/4)
- Kanton La Côte Vermeille
- Kanton La Plaine d'Illibéris (deel: 8/9)
- Kanton Vallespir-Albères